# Бондарик, Генрих Кондратьевич
Генрих Кондратьевич Бондарик (1925-2018) — учёный, инженер-геолог,  заслуженный деятель науки Российской Федерации,  профессор, доктор геолого-минералогических наук, основатель научной школы в области теории геологического поля, разработчик теоретических основ инженерной геологии,  заведующим кафедрой инженерной геологии МГРИ (1974-1991), ветеран Великой Отечественной войны.

## Биография
Родился в Москве, жил в Пуговишниковом переулке, 15/4, в рабочей семье. С 1943 года участник Великой Отечественной войны, в составе 2-го и 3-го Украинских фронтов принимал участие в освобождении Польши, Венгрии, Австрии. Призывался Фрунзенским РВК г. Москвы, 24 декабря 1943 года, после окончания 10-летней школы, социальное происхождение указано как колхозник, член ВЛКСМ. Гвардии красноармеец, автоматчик автоматной роты 99-го запасного стрелковом полка, затем 317 гвардейского стрелкового полка 103-й гвардейской стрелковой дивизии.
Военную службу оставил в 1948 году, в звании лейтенанта.
В 1949 году поступил в МГРИ, который закончил в 1954 году и продолжил обучение в аспирантуре. После защиты кандидатской диссертации заведовал лабораторией инженерной геологии НИСа МГРИ.
В июле 1959 года перешел на работу в Отдел специальных исследований ВСЕГИНГЕО, где проработал 15 последующих лет.
В 1969 году защитил докторскую диссертацию на тему «Основы теории изменчивости инженерно-геологических свойств горных пород»